# Allotrichoma quadriciliata
Allotrichoma quadriciliata är en tvåvingeart som först beskrevs av Meijere 1916.  Allotrichoma quadriciliata ingår i släktet Allotrichoma och familjen vattenflugor. Inga underarter finns listade i Catalogue of Life.